# 不変集合
力学系における不変集合（ふへんしゅうごう、英: invariant set）とは、その集合内から出発する軌道がその集合内に留まり続けるという性質を持つ集合である。多様体の構造を持つときは不変多様体とも呼ばれる。

## 定義
ざっくりいえば、S が不変集合であるとは、S の中から軌道が出発すれば、その軌道はずっと S の中に留まるということである。常微分方程式で定義される連続力学系について考える。相空間を M とし、初期条件 x0 を満たす解（流れ）を φ(t, x0) で表す。ある部分集合 S ⊂ M が連続力学系の不変集合であるとは、S ⊂ M が次のような条件を満たすことである。
x0 を S に含まれる任意の点とする。このとき、全ての t ∈ R について φ(t, x0) は常に S に含まれる。
集合 S が上記の条件を満たすことを、単に「不変である」ともいう。写像で定義される離散力学系についても同様に不変集合が定義される。写像を g とし、初期条件を x0 とする写像の m 回反復繰り返しを gm(x0) で表す。離散力学系の不変集合は、次のような条件を満たす部分集合 S ⊂ M のことである。
x0 を S に含まれる任意の点とする。このとき、全ての m ∈ Z について、gm(x0) は常に S に含まれる。
S が C r 級可微分多様体であれば、S を C r 不変多様体という。不変集合が曲線の場合は不変曲線ともいう。時間(t または m)が正の場合について S が不変であれば、S を正不変集合と呼び、時間が負の場合について S が不変であれば、S を負不変集合と呼ぶ。

## 性質
不変集合の構造を決定することは、力学系研究の中心的なテーマの一つである。不変集合 S の中から出発する軌道は決して S から出ないが、同時に不変集合 S の外から出発する軌道も決して S に入ることはない。このような不変集合の特性によって、ある力学系をその不変集合ごとに分けて、それぞれを独立した力学系として扱うことができる。それぞれの不変集合ごとの力学系を調べていけば、元の力学系全体の構造を理解することができる。このようなアプローチを可能にする点が、力学系理論における不変集合の重要性の一つである。
相空間 M を位相空間とする。このとき、不変集合 S ⊂ M の内部 Int(S)、外部 Ext(S)、閉包 Cl(S)、境界 Bd(S) は、いずれも不変集合である。ある不変集合が存在すればそれを含める閉包が必ず存在し、しかもその閉包自身も不変集合なので、この不変な閉集合を特に閉不変集合という。ある閉不変集合 S の部分集合の内、閉不変集合であるのが空集合と S 自身のみであるとき、S を極小集合という。S が極小集合であれば、S 内の全ての軌道は S の中で稠密である。

## 例
もっとも単純な不変集合の例は何かの軌道で、軌道それ自体一つで不変集合である。一般的な不変集合は、普通は無数の軌道から成る。線形力学系の部分空間は不変集合であり、不変部分空間と呼ばれる。Rn の線形系の平衡点の固有値で決まる安定部分空間、不安定部分空間、中心部分空間は、いずれも不変多様体である。
ω 極限集合、α 極限集合、非遊走集合、遊走点全体から成る集合、これらも一般的に不変集合である。アトラクターも一般的に不変集合である。